# 1848 en littérature
| Années de la littérature : 1845 - 1846 - 1847 - 1848 - 1849 - 1850 - 1851    |
| Décennies de la littérature : 1810 - 1820 - 1830 - 1840 - 1850 - 1860 - 1870 |

Cet article présente les faits marquants de l'année 1848 en littérature.

## Événements
- 6 janvier : Jean Vatout est élu à l'Académie française. Musset a eu deux voix, dont sans doute celle de Victor Hugo : Quant à moi, voici ma profession de foi sur ce point: je préférerai toujours un cardinal à un lettré médiocre, mais je préférerais toujours un homme de talent à un cardinal..
- 9 janvier : on joue Marion Delorme de Hugo au Théâtre-Français.
- 15 janvier : Alexis de Tocqueville présente son rapport à l'Académie des sciences morales et politiques sur le livre d'Antoine-Elisée Cherbuliez, De la démocratie en Suisse  (Paris, 1843)[1]. Il le publie en appendice de la 12e édition de De la démocratie en Amérique.
- 21 janvier : au Théâtre-Français, on joue Hernani.

- 15 février : Honoré de Balzac revient de Wierzchownia, il est bouleversé par les évènements qui éclatent le 23.
- 19 février : Victor Hugo veut interpeller, à la Chambre des pairs, sur la situation politique, mais il y renonce.
- 11 mars : classant ses manuscrits, Victor Hugo prévoit (entre autres) les recueils suivants : Les Contemplations, Les Petites Épopées, La Poésie de la rue, Les Quatre Hymnes du Peuple.
- 20 mars : le poète allemand Ebert et l’historien tchèque František Palacký, signent la Déclaration des hommes de lettres de Prague.
- 29 mars : Victor Hugo publie sa Lettre aux électeurs. Il ne sera pas candidat à la Constituante, mais il ne refuserait pas son mandat s'il était malgré tout élu.
- 25 mai : première de la pièce d'Honoré de Balzac, La Marâtre au Théâtre-Historique.
- 17 août : le Théâtre historique reprend Marie Tudor.
- 20 septembre : Victor Hugo, à la Constituante, intervient « sur la censure et le théâtre ».
- 21 octobre : les Mémoires d'outre-tombe commencent à paraître en feuilleton dans La Presse (jusqu'au 8 février 1850).
- 10 novembre : à la Constituante, discours de Victor Hugo « sur la question des encouragements aux lettres et aux arts ».

## Presse
- Le journal L’Ami du peuple est fondé par Raspail qui se présente à la présidence de la République.
- Le journal républicain L’Événement est fondé par Victor Hugo.

## Parutions

### Essais
- Samuel James Ainsley (anglais) : Cités et cimetières d’Étrurie
- Louis Blanc : Le Droit du travail (À chacun selon ses besoins ; à chacun selon ses facultés).
- frères Grimm : Histoire de la langue allemande.
- Karl Marx (allemand) et Friedrich Engels (allemand) publient à Londres le Manifeste du Parti communiste. Premier écrit systématique de la doctrine socialiste moderne.
- Ernest Renan écrit L’Avenir de la science. Pensées de 1848, qu'il ne publiera qu'en 1890.
- George Sand : Lettre à la classe moyenne (3 mars), Lettre aux riches (12 mars).
- Eugène Sue : Le Républicain des campagnes, manifeste.
- Henry David Thoreau : Désobéissance civile, essai contre la guerre du Mexique.

### Romans

#### Auteurs francophones
- Honoré de Balzac, L'Envers de l'histoire contemporaine
- Chateaubriand, Mémoires d'outre-tombe (posthume).
- Alexandre Dumas : Le Vicomte de Bragelonne.
- Alexandre Dumas fils : La Dame aux camélias.
- George Sand : La Petite Fadette.

#### Romans anglais
- Charles Dickens : Parution de Dombey et fils, écrit entre 1846 et 1848
- Elizabeth Gaskell : Mary Barton, roman industriel

#### Auteurs traduits
- Dostoïevski : Les Nuits blanches.
- Glinka : Kamarinskaïa.
- William Makepeace Thackeray : La Foire aux Vanités.

## Principales naissances
- 5 février : Joris-Karl Huysmans († 12 mai 1907).
- 24 février : Grant Allen, romancier et scientifique canadien († 25 octobre 1899).

## Principaux décès
- 29 janvier : Johann Joseph von Görres, écrivain romantique et journaliste allemand (° 25 janvier 1776).
- 4 juillet : François-René de Chateaubriand, écrivain et homme politique français, 80 ans (° 4 septembre 1768).
- 19 décembre : Emily Brontë, poète et romancière anglaise, 30 ans (° 30 juillet 1818).